# 女川ポスター展
女川ポスター展（おながわポスターてん）とは、宮城県仙台市に日刊新聞の発行拠点を構える河北新報社が、東日本大震災からの復興を後押しするため2012年に始動させた「今できることプロジェクト」の一環として宮城県牡鹿郡女川町で実施した誘客イベント。
2014年8月からポスター制作に賛同する女川町の商店・企業とポスター制作に携わるクリエーターの募集を開始。モデルとなったのは大阪阿倍野の「文の里商店街」がシャッター商店街からの脱却を目指し、電通関西支社の仕掛けで実施した商店街の店舗ポスター催事。2015年2月21日〜5月31日の期間、女川町の仮設商店街「きぼうのかね商店街」など女川町内各所で実施された。
42の店舗・地元企業の参加を仰ぎ、文の里商店街のポスター展を仕掛けた日下慶太氏ほか、おもに仙台を拠点とするクリエーター87人がボランティア参加。完成したポスター約200点は各店舗・企業に寄贈された。仮設商店など女川町を訪れた人がお気に入りのポスターに投票する「女川ポスター展総選挙」を5月31日までの期間に実施。この取り組みは各メディアの反響を呼び、仙台と東京でもポスター展が実施された。